# Malcolm X (film 1972)
Malcolm X, conosciuto anche come Malcolm X: His Own Story as It Really Happened, è un film documentario del 1972 diretto da Arnold Perl. L'opera si basa sull'autobiografia del leader politico Malcolm X pubblicata nel 1965. Il film ricevette la candidatura ai premi Oscar del 1973 come miglior documentario.

## Produzione
Il produttore Marvin Worth e Perl cominciarono a lavorare a Malcolm X nel 1969, quattro anni dopo l'assassinio dell'attivista. Inizialmente i due volevano girare un film drammatico che raccontasse la sua vita, ma alla fine optarono per un documentario quando alcune persone vicine a Malcolm si rifiutarono di parlare con loro. Nel 1993 Worth ricordò: «Ho voluto mostrare principalmente la figura pubblica, piuttosto che l'uomo privato. Volevo mostrare l'evoluzione dell'uomo e quello che aveva da dire. Volevo farlo attraverso i suoi discorsi pubblici».
Betty Shabazz, la vedova di Malcolm X, svolse la funzione di consulente per il film. Restò così soddisfatta del risultato, che portò al cinema tutte e sei le sue figlie a vedere il documentario. Poco tempo dopo, una di esse le chiese: «Papà era tutto per te, non è vero?».

## Accoglienza
Secondo quanto riportato dal Los Angeles Times, Malcolm X ebbe "recensioni entusiastiche". Recensendo il film sul The New York Times, il critico cinematografico Howard Thompson lo descrisse "un film sorprendentemente equilibrato, spesso affascinante".
Nel 1993 Jay Carr scrisse sul The Boston Globe che Malcolm X era una "visione essenziale". Nel 2011 William Hageman scrisse sul Chicago Tribune che il documentario "era riuscito meglio a catturare l'epoca di Malcom X rispetto all'omonimo film di Spike Lee del 1992".

## Home video
Il documentario è stato distribuito in DVD nel 2005 come contenuto speciale dell'edizione a doppio disco del film Malcolm X di Spike Lee.